# Cuca Teixeira
Cuca Teixeira (São Paulo, 19 de abril de 1972) é um baterista brasileiro com trabalho junto a grandes nomes do cenário musical nacional e internacional e forte dedicação à música instrumental.
Teve contato com música desde a infância, por meio do pai, o baterista Edegar Teixeira, da mãe, a cantora Sara Chretien, do irmão, o saxofonista Wilson Teixeira, e do baixista multi-instrumentista Arismar do Espírito Santo. Por meio desse contato, tornar-se músico profissional aos 15 anos de idade, tocando na noite paulistana.
Seu primeiro trabalho em grupo foi no SubsoloTrio, integrado pelo guitarrista Carlos Tomati Nascimento e o baixista Edu Martins. Depois, participou do Mr. Motaba, grupo com o multi-instrumentista Sandro Haick e o pianista Pepe Rodriguez, e do UmDoisTrio, com o baixista Thiago Espírito Santo e o guitarrista Michel Leme.
Entre 2000 e 2004, fez parte da banda de Marina Lima, com quem fez turnê e gravou os álbuns Sissi na Sua, Ao vivo, Setembro e Acústico MTV Marina Lima. A partir de 2005, passou a acompanhar Maria Rita em seu primeiro trabalho – Maria Rita  – e gravou com ela o CD Segundo (2005), fazendo em seguida turnê mundial, registrada em DVD. Em 2007, gravou Samba Meu, terceiro CD de Maria Rita.
É convidado em 2008 a fazer parte da banda da cantora Paula Lima, com quem gravou o CD e DVD Samba Chic. Em 2009, lançou juntamente com o guitarrista Kiko Loureiro e o baixista Thiago Espírito Santo novo trabalho instrumental, Neural Code. No ano seguinte, retorna à banda de Maria Rita e grava novo CD, com o qual faz turnê brasileira e internacional, incluindo apresentação no Montreux Jazz Festival.
Em sua carreira, Cuca Teixeira já se apresentou o gravou com diversos artistas, entre os quais Celso Pixinga, Arthur Maia, Sizão Machado, Raul de Souza, Hermeto Pascoal, Bocato, Lee Konitz, George Benson, Claudio Roditti, Frank Gambale, Michael Brecker, Scott Henderson, Roberto Sion, Leo Gandelman, Heartbreakers, Pavilhão 9, Jane Duboc, Pery Ribeiro, Supla, Fábio Jr., Dominguinhos, Wilson Simonal e Renato Borghetti.

## Discografia
- Subsolo Trio (1991)
- Mr. Motaba (1997)
- Mauricio Mattar – A gente Nunca Esquece (1998)
- Marina Lima – Sissi na Sua (2000)
- Marina Lima – Setembro (2001)
- Umdoistrio (2002)
- Maria Lima – Acústico MTV (2003)
- Maria Rita – Segundo (2005)
- Kiko Loureiro – Universo Inverso (2006)
- Paula Lima – Sinceramente (2006)
- Mayck e Lyan – Ao Vivo (2007)
- Felipe Lamoglia – Dimensions (2007)[2]
- Maria Rita – Segundo CD e DVD (2007)
- Maria Rita – Samba Meu (2007)
- Paula Lima – Samba Chic (2008)
- Beth Amin – Poesia a Toa (2009)
- Diogo Poças – Tempo (2009)
- Elizabeth Wooley – Infindável (2009)
- Neural Code (2009)
- Yaniel Matos – En Movimento (2010)
- Movimentos Elefantes Banda de Sopro (2010)
- Maria Rita – Elo (2011)
- Débora Gurgel (2011)
- Maria Rita – Redescobrir (2012)
- Cati Freitas – Dentro (2013)
- Cuca Teixeira (2014)[3]
- Luiza Meiodavila - Florescer (2015)

## Vídeos
|  |